# Butterfly Boucher

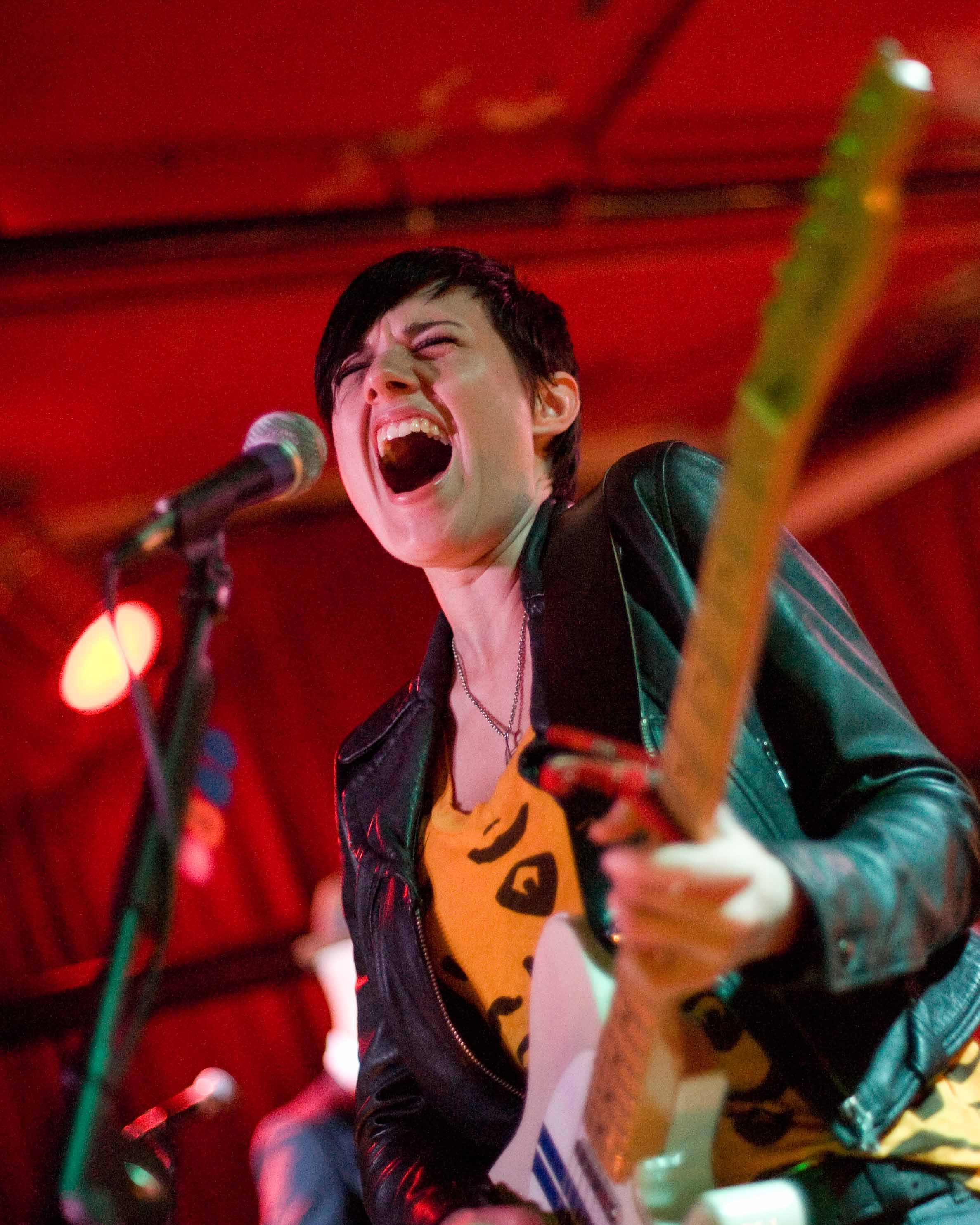
Butterfly Boucher (2009)

Butterfly Boucher é uma cantora, compositora, muti-instrumentalista. Ela nasceu na Austrália mas vive atualmente nos EUA.
Butterfly Giselle Grace Boucher, nascida em 2 de junho de 1979 é uma cantora, compositora e multi instrumentalista australiana, sendo também produtora. Seu estilo musical é mais voltado para o meio alternativo, usando batidas eletrônicas como fundo de suas músicas.
Aos quinze anos, Butterfly tocava guitarra na banda de sua irmã mais velha Rebecca. A banda Eat the menu lançou um álbum em 1996.
Desde meados de 2000 a cantora tem vivido em Nashville, nos EUA. Lançou três álbuns solos: Flutterby (out/2003), Scary Fragile (jun/2009) e o homônimo Butterfly Boucher (abr/2012).
Ainda em 2012, atuou como compositora e produtora no álbum The Ol'Razzle Dazzle da também australiana cantora Missy Higgins.